# هشتمین روز هفته
هشتمین روز هفته نام تنها فیلم حسین رجاییان است. این فیلم را پس از مراجعت به ایران در سال ۱۳۵۲ ساخت. فیلم نامه این فیلم را حسین رجاییان و مهرداد کاشانی نوشتند. او در زمان اقامتش در ایالت کالیفرنیا در شهر لوس آنجلس با فرزانه تاییدی (بازیگر) آشنا شد. او فرزانه را برای ایفای نقش اول فیلم خود به ایران دعوت کرد. فرزانه تاییدی برای اولین بار حضور در سینما را با هشتمین روز هفته تجربه کرد و به خاطر بازی در این فیلم جایزه سپاس بهترین بازیگر زن در سال ۱۳۵۲ را از آن خود کرد.

## خلاصه داستان
لیلی (فرزانه تاییدی)، دانشجوی دانشکدهٔ پزشکی است، یک شب هنگامی که در حال مراجعت به منزل است در تاریکی شب در کوچه‌ای خلوت، به او تجاوز می‌شود. دوستش علی (علی شاه یلانی) از رفتار لیلی متوجه وضع او می‌شود. تا اینکه جوان متجاوز با او تلفنی تماس می‌گیرد و اظهار ندامت می‌کند. علی که با گوشی دیگر به صحبت‌های آن دو گوش کرده به فکر چاره می‌افتد. در جشن عروسی علی و سیما (ژاله سام) داریوش (محسن سهرابی)، جوان متجاوز، با علی تماس می‌گیرد و اعلام می‌کند که حاضر است با لیلی ازدواج کند. علی و سیما به ماه عسل می‌روند و داریوش با لیلی تماس می‌گیرد و حقیقت را برای او روشن می‌کند. لیلی از دست او به رامسر می گریزد و داریوش او را می یابد و با اظهار ندامت از نو ماجرا را برای لیلی شرح می دهد و با درخواست ازدواج لیلی را با خود همراه می‌کند.

## بازیگران و برخی صداپیشگان
- فرزانه تاییدی  (لی لی)، صداپیشه: ژاله کاظمی
- محسن سهرابی    (داریوش)، صداپیشه: سعید مظفری
- ژاله سام   (سیما)، صداپیشه:نیکو خردمند
- علی شاه یلانی  (علی)، صداپیشه:جلال مقامی
- مهری ودادیان (مادر لی لی)، صداپیشه:سیمین سرکوب
- ملیحه نصیری (خاله لی لی)، صداپیشه:پروین ملکوتی
- ایران قادری (مادر داریوش)، صداپیشه: آذر دانشی
- وحید
- کندیس رجاییان
- محبوبه نوذری
- مهرداد کاشانی
- یوسف آبگون
- ر ضا رجاییان
- داوود عرب

## عوامل فیلم
- تهیه‌کننده: منصور زنگنه
- کارگردان: حسین رجاییان
- دستیاران کارگردان: یوسف آبگون، مهرداد کاشانی
- نویسنده: حسین رجاییان، مهرداد کاشانی
- مدیر فیلمبرداری: مصطفی عالمیان
- دستیار فیلمبردار: اسماعیل دین محمدی
- عکس: رضا بانکی
- تدوین: حسین رجاییان
- طراح دکور و صحنه: محبوبه نوذری
- آهنگساز: لوریس چکناواریان
- شعر:  فرهاد شیبانی
- خواننده:  پری زنگنه
- صدابردار: احمد احمدپور
- میکس:   روبیک منصوری
- سرپرست گویندگان: سعید مظفری
- امور فنی صدا:  رضا قویدل
- افکت:  گالوست گورکیان
- تدارکات: داوود عرب
- لابراتوار: فواد بدیع
- چاپ: فواد بدیع[۴]